# Oh Jung-Ah
Oh Jung-Ah es una deportista surcoreana que compitió en taekwondo. Ganó una medalla de plata en los Juegos Asiáticos de 2010, y una medalla de oro en el Campeonato Asiático de Taekwondo de 2002.

## Palmarés internacional
| Juegos Asiáticos    | Juegos Asiáticos | Juegos Asiáticos | Juegos Asiáticos |
| Año                 | Lugar            | Medalla          | Categoría        |
| ------------------- | ---------------- | ---------------- | ---------------- |
| 2010                | Cantón (China)   | Medalla de plata | +73 kg           |
| Campeonato Asiático |                  |                  |                  |
| Año                 | Lugar            | Medalla          | Categoría        |
| 2002                | Amán (Jordania)  | Medalla de oro   | –63 kg           |